# NGC 5567
NGC 5567 é uma galáxia espiral (S0-a) localizada na direcção da constelação de Boötes. Possui uma declinação de +35° 08' 18" e uma ascensão recta de 14 horas, 19 minutos e 17,6 segundos.
A galáxia NGC 5567 foi descoberta em 3 de Abril de 1831 por John Herschel.